# Кришту, Педру де
Пе́дру де Кри́шту (порт. Pedro de Cristo; около 1545 или 1550, Коимбра — 16 декабря 1618, Коимбра) — португальский композитор эпохи Возрождения, один из выдающихся полифонистов Пиренейского полуострова XVI—XVII веков.

## Жизнь и творчество
Точных данных биографии нет, так как сведения источников расходятся. Родился в Коимбре около 1550 года. Имеются указания на то, что отец, Антониу Нунеш (António Nunes), был не португальцем, а предположительно испанцем, хотя другие источники сообщают, что оба родителя композитора были из Коимбры. При крещении получил имя Домингуш (Domingos). Источники расходятся в дате смерти композитора: одни указывают 12 декабря, другие — 16 декабря 1618 года. 4 сентября 1571 года в Коимбре принял обет в августинском монастыре Санта Круш, где предположительно проходил обучение под руководством капельмейстера Франсишку де Санта Марии (Francisco de Santa Maria). По мнению британского музыковеда Оуэна Риса (Owen Rees), на ранее творчество Кришту оказала воздействие деятельность Санта Марии. Впоследствии Педру де Кришту был назначен капельмейстером монастыря Санта Круш в качестве преемника Франсишку де Санта Марии и тот же пост занимал в дочернем храме святого Викентия (S. Vicente de Fóra) в Лиссабоне.
Творчество композитора относится к периоду так называемого «золотого века» музыкальной культуры Португалии. При этом августинский монастырь Санта Круш в Коимбре играл важную роль в культурной жизни страны. Особенностью творческого наследия Педру де Кришту является то, что его произведения в отличие от других известных португальских композиторов того времени не были опубликованы при жизни и сохранились только в рукописях. Заявленное на 1981 год издание полного собрания сочинений не было осуществлено. По количеству дошедших до настоящего времени произведений расценивается как самый плодовитый португальский автор эпохи Ренессанса. В базе данных сайта Ранняя португальская музыка приводится список из 156 сочинений Педру де Кришту, среди которых 10 гимнов, месса, Te Deum, 27 псалмов, 23 мотета. Оуэн Рис составил предварительный перечень произведений португальского композитора, включая версии и незавершённые сочинения, но исключая 15 пьес сомнительного авторства — в него вошло 231 наименование. О. Рис выпустил отдельное издание 45 мотетов композитора. За редким исключением все эти пьесы представлены в рукописях, хранящихся в Общей библиотеке Коимбрского университета (BGCU) (P-Cug MM 008; P-Cug MM 018; P-Cug MM 033; P-Cug MM 034; P-Cug MM 036; P-Cug MM 044; P-Cug MM 053), и все они были созданы при монастыре Санта Круш в Коимбре, кроме манускриптов L.C. 57 (Лиссабон, Национальная библиотека Португалии) и MS Musical 40 (Порту, Муниципальная публичная библиотека). Список может быть расширен за счёт анонимных произведений из манускриптов MM 8, 18 и 53, которые могут быть приписаны Педру де Кришту. Поскольку композиции предназначались для исполнения в соборах и храмах, в них использовались тексты на латинском языке. Исключение составляют редкие сочинения светского характера с текстами на испанском языке.
В рукописи P-Cug MM 18 имя Педру де Кришту писари указали в нескольких вариантах: Dono Petro, Dominu Petri, Domni Petri, Dono Petro Canonico, Petrus canonicus. Известно, что композитор также исполнял песнопения и владел клавишными инструментами, арфой, флейтой и ренессансным предшественником фагота (порт. dulcian, порт. baixão). Кроме того переписывал рукописи — части манускриптов MM 8, MM 18, MM 33 и MM 36 монастыря Санта Круш в Коимбре созданы рукой Педру де Кришту. На первой сохранившейся странице рукописи P-Cug MM 18 изображён предположительный автопортрет композитора. После исследования рукописей О. Рис пришёл к заключению, что MM 33 и MM 36 были написаны в начале профессиональной карьеры композитора, возможно в 1570—1580-х годах, а MM 8 и MM 18 создавались в конце его жизни.

## Записи
- 1983 — D. Pedro de Cristo, Madrigalistas de Lisboa, EMI – 1775061

## Манускрипты
- P-Cug (Coimbra) Biblioteca Geral da Universidade MM 018 (англ.). Portuguese Early Music Database (PEM). Дата обращения: 10 апреля 2020.
- P-Cug (Coimbra) Biblioteca Geral da Universidade MM 033 (англ.). Portuguese Early Music Database (PEM). Дата обращения: 10 апреля 2020.